# Paul Sandby
Paul Sandby (ur. 1731 w Nottingham, zm. 9 listopada 1809 w Londynie) – angielski malarz i grafik, członek założyciel Royal Academy of Arts.
Kształcił się z bratem Thomasem w Wojskowym Biurze Kreślarskim przy Tower w Londynie. Początkowo pracował w charakterze rysownika przy pomiarach gruntów w Szkocji. Po 1751 przeniósł się do Windsor Park i zajął sztuką. Malował przede wszystkim pejzaże, najczęściej używał akwareli, rzadziej techniki olejnej i gwaszu. Był cenionym twórcą akwatint i akwafort. Jako pierwszy zawodowy artysta w Anglii opublikował swoje akwatinty już w 1775 r. Jego uczniem był m.in. Michael Angelo Rooker.
Prace Paula Sandby znajdują się m.in. w British Museum i zamku królewskim w Windsorze.

## Galeria

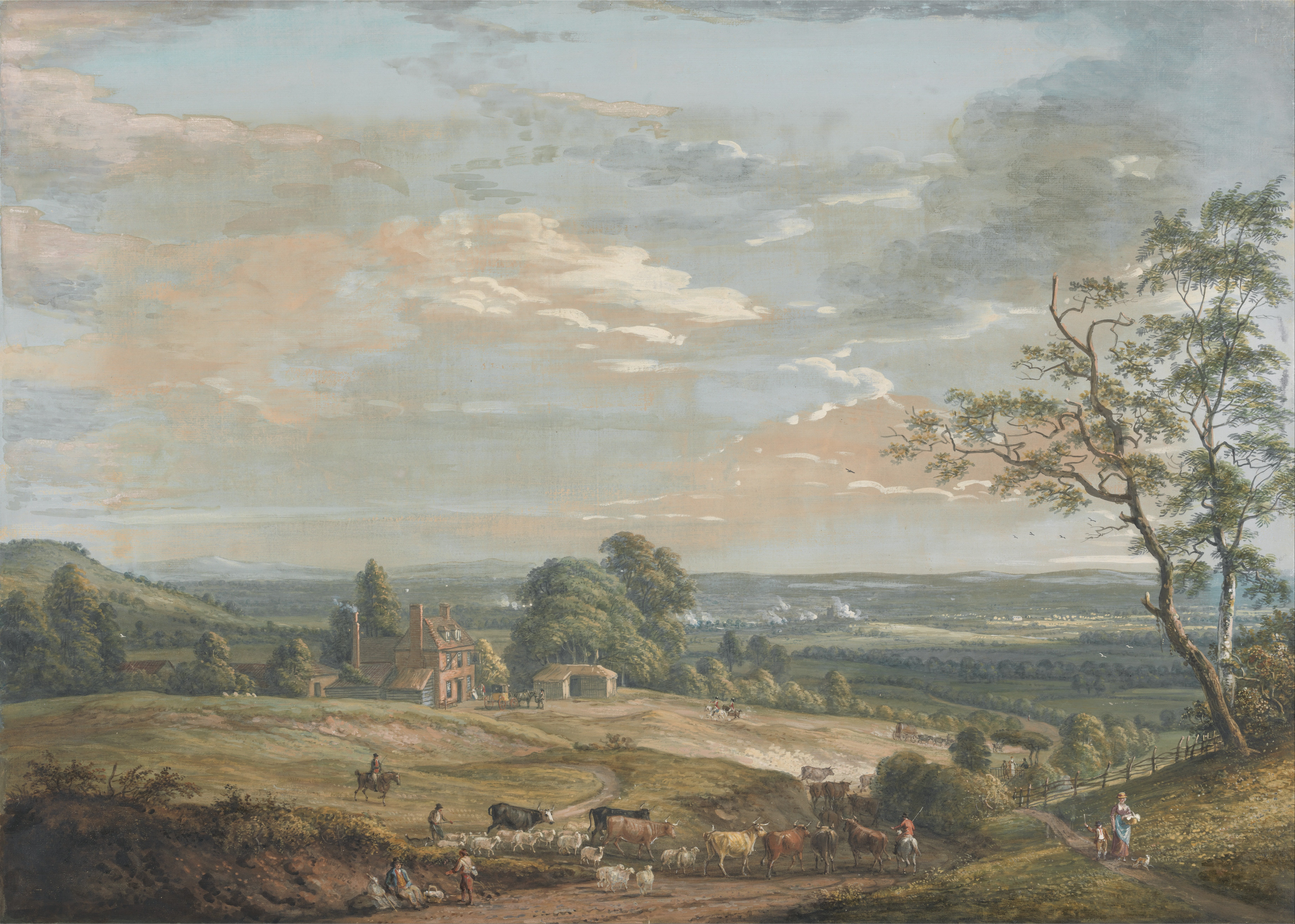
A Distant View of Maidstone, from Lower Bell Inn, Boxley Hill
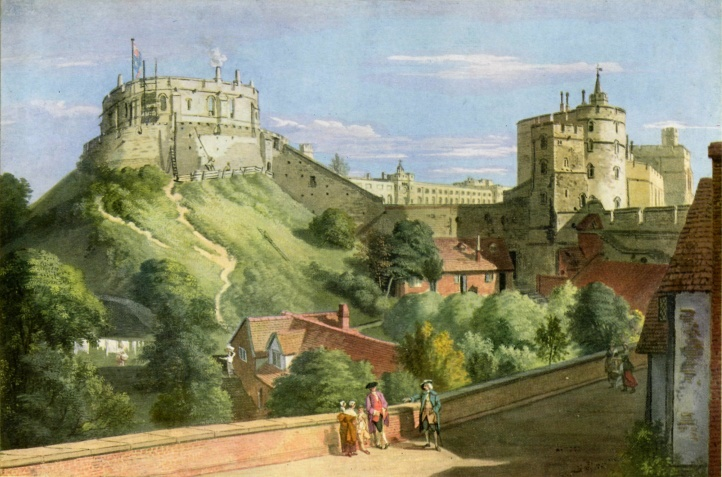
Windsor Castle: View of the Round and Devils Towers from the Black Rock
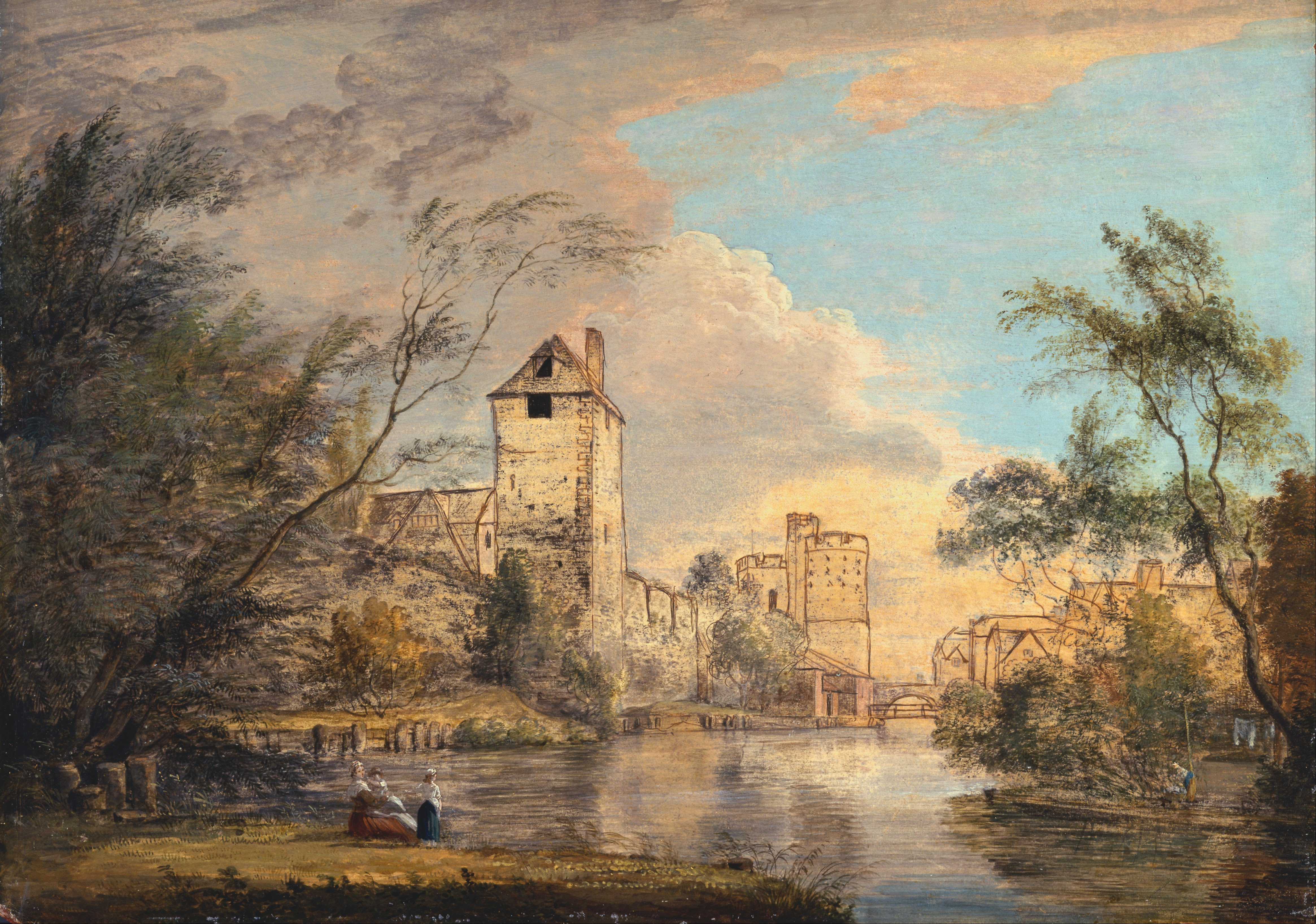
An Unfinished View of the West Gate, Canterbury
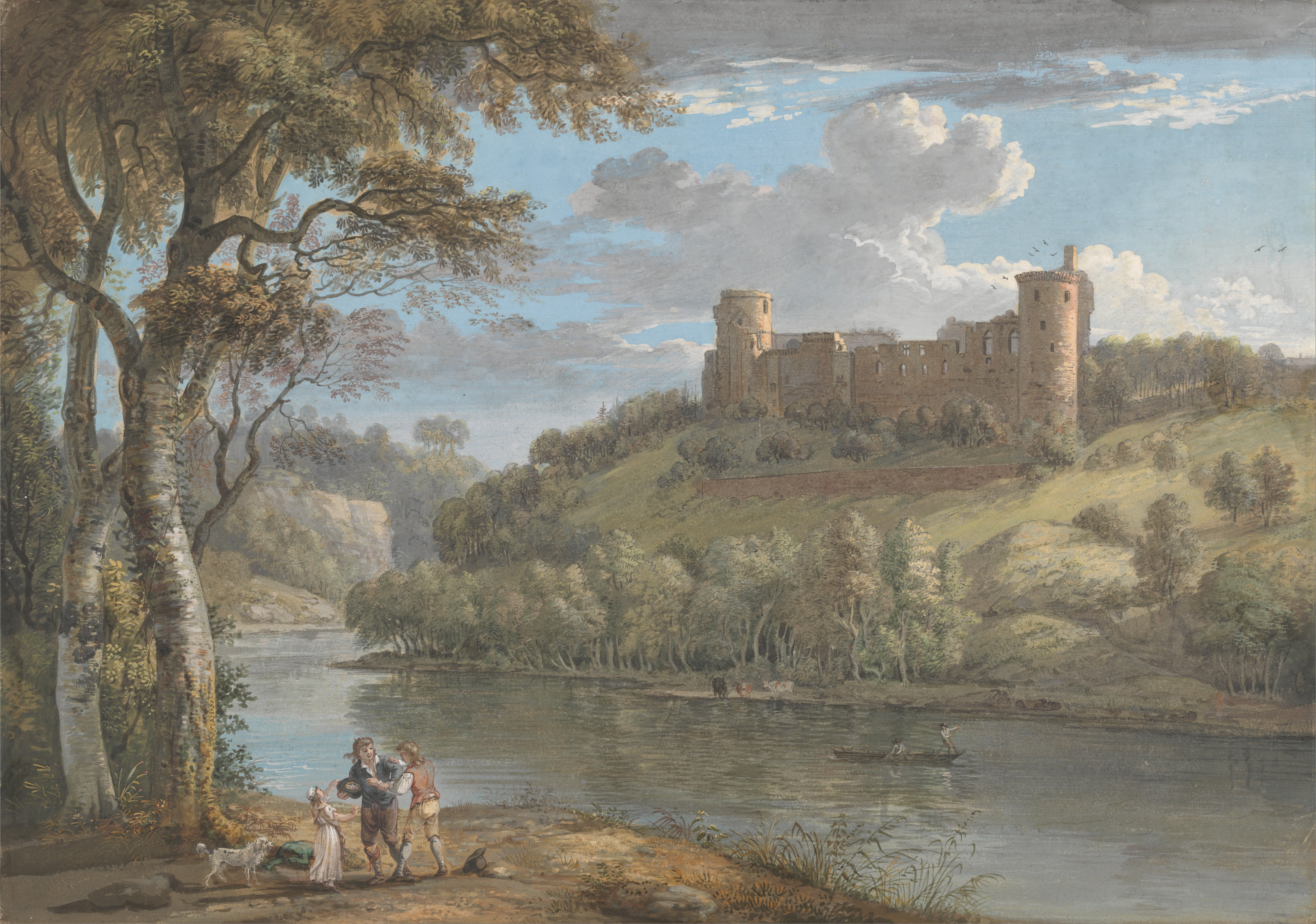
Bothwell Castle, from the South